# U-ゴッド
U-God（ユー・ゴッド、本名：Lamont Hawkins、1970年10月11日 - ）は、アメリカのヒップ・ホップアーティスト。ニューヨーク州ブルックリン出身。ウータン・クランのメンバー。メンバー内でも小柄なラッパーであり、低い声を特徴としている。

## 別名
- 4-Bar Killer
- Baby U
- Universal God of Law
- Four-Bar Killer
- Golden Arms
- Lucky Hands
- UGodz-Illa

## アルバム
- Golden Arms Redemption（Wu-Tang Records、1999年）
- U-GODZILLA presents the Hillside Scramblers（2004年）
- Mr. Xcitement（2005年）
- Dopium (2009年)
- The Keynote Speaker (2013年)

| スタブアイコン | サブスタブ | この項目は、まだ閲覧者の調べものの参照としては役立たない、音楽関係者（バンド等）に関連した書きかけの項目です。この項目を加筆・訂正などしてくださる協力者を求めています（P:音楽/PJ:芸能人）。 |